# 行 (資料庫)

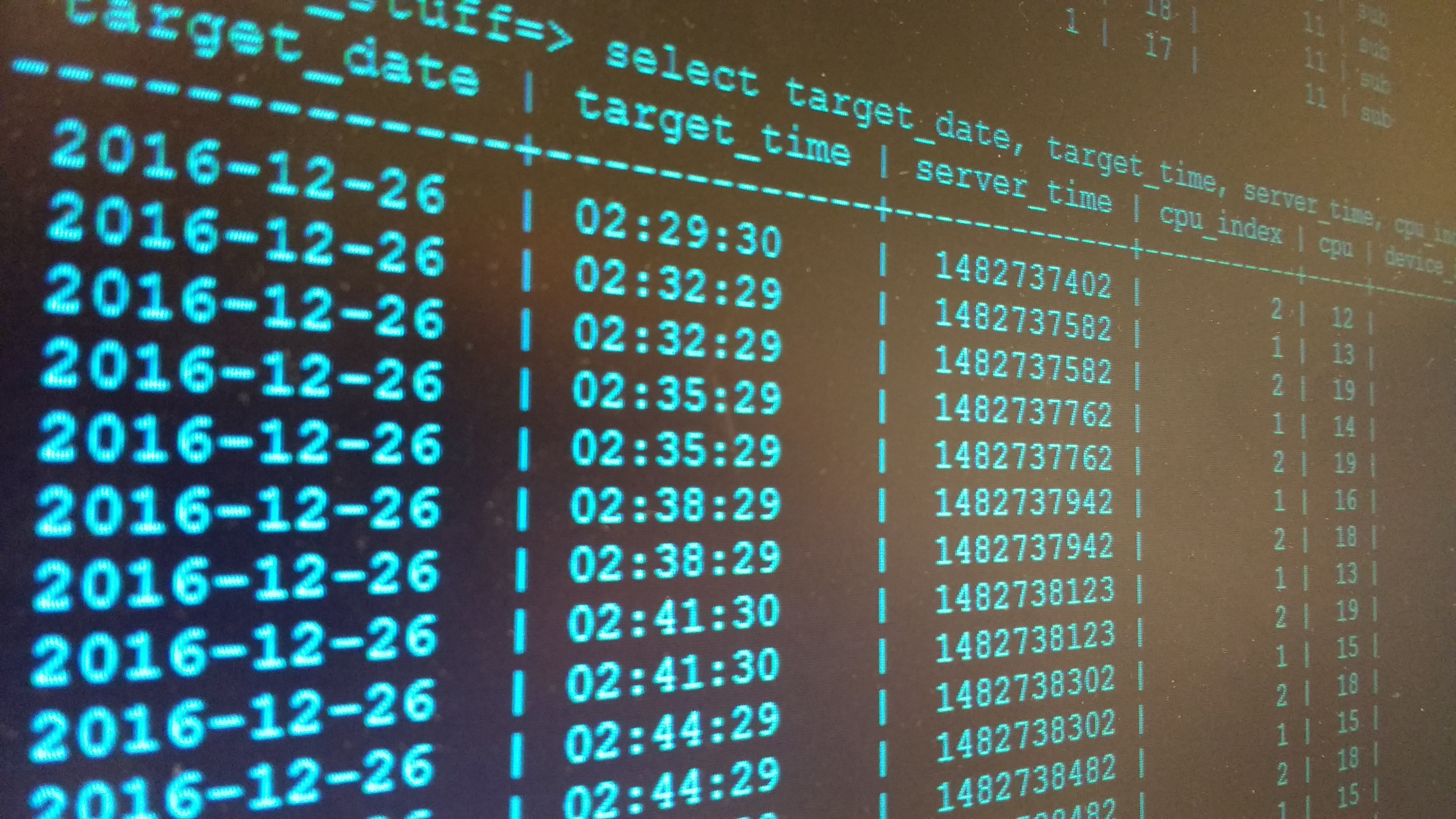
資料庫中輸出行的實例

在資料庫中，（column）是一組特定簡單類型的數據值，資料庫的每一都有一個值。行可能包含文本值，數字，甚至指向操作系統中文件的連結。一些關係數據庫系統允許行包含更複雜的數據類型；整個文檔，圖像甚至視頻剪輯都是示例。
每一列將為每一行提供一個數據值，然後將其理解為單個結構化數據值。例如，代表公司聯繫信息的數據庫可能包含這些行：ID，公司名稱，地址1，地址2，城市和郵政編碼。更正式地說，每一列都由一組元組組成，每個元組都由相關行及其值組成，例如，元組（「地址1」，「中正路123號」）。